# Armin Hatje
Armin Hatje (* 25. Juli 1959 in Hamburg) ist ein deutscher Rechtswissenschaftler. Seine wesentlichen Forschungsinteressen liegen auf den Gebieten des Europarechts und seinen Bezügen zum nationalen Staats- und Verwaltungsrecht. Einen besonderen Schwerpunkt bilden institutionelle Fragen der Europäischen Union und Probleme ihrer Wirtschaftsverfassung.

## Werdegang
Er besuchte in Hamburg das Walddörfer-Gymnasium und legte dort 1978 die Abiturprüfung ab. Von 1979 bis 1984 studierte er Rechtswissenschaft an den Universitäten Hamburg und Lausanne. 1984 legte er die Erste Juristische Staatsprüfung ab. Danach wurde er wissenschaftlicher Mitarbeiter an der Universität Hamburg, Abteilung für Europäisches Gemeinschaftsrecht. Im Jahr 1987 wurde er bei Jürgen Schwarze mit einer Arbeit über den Rechtsschutz im Europäischen Beamtenrecht promoviert. Nach dem Referendariat legte er 1991 die Zweite Juristische Staatsprüfung ab. Im Folgenden wurde er 1991 Wissenschaftlicher Assistent an der Juristischen Fakultät der Albert-Ludwigs-Universität Freiburg. Unter Betreuung von Jürgen Schwarze wurde er im Jahr 1996 mit einer Arbeit über die Steuerung der Wirtschaftsverwaltung im Europäischen Gemeinschaftsrecht für die Fächer Öffentliches Recht und Europarecht habilitiert. Es folgten Lehrstuhlvertretungen an den Universitäten Bielefeld und Köln. Im Jahr 1997 erhielt er Rufe an die Universitäten Bielefeld und Dresden. Anfang 1998 übernahm Hatje den Lehrstuhl für Öffentliches Recht, Europa- und Völkerrecht an der Universität Bielefeld. Im Jahre 2006 folgte er einem Ruf an die Fakultät für Rechtswissenschaft der Universität Hamburg. Er hat dort den Lehrstuhl für Öffentliches Recht und Europarecht inne.

## Tätigkeiten
Hatje ist geschäftsführender Herausgeber der Zeitschrift Europarecht (zusammen mit dem Rechtsanwalt Ingo Brinker). Außerdem gibt er mit Ulrich Becker, Johann Schoo und Jürgen Schwarze den kompakten EU-Kommentar heraus. Mit Jürgen Schwarze als weiterem Herausgeber ist er darüber hinaus für einen Großkommentar zum EU-Recht verantwortlich. Zusammen mit Peter-Christian Müller-Graff ist Hatje Gesamtherausgeber der zehnbändigen Enzyklopädie des Europarechts.
Hatje war von 1998 bis 2006 Mitglied des Vorstandes des Instituts für deutsches, europäisches und internationales Wirtschaftsrecht der Universität Bielefeld. Nach dem Wechsel an die Universität Hamburg wurde er 2007 Mitglied des Direktoriums des Institute for European Integration des Europa-Kollegs in Hamburg. Im Jahre 2012 übernahm er den Vorsitz der deutschen Wissenschaftlichen Gesellschaft für Europarecht. Damit wurde er zugleich Mitglied des Vorstandes der Fédération International pour le Droit Européen, die alle zwei Jahre in einem jeweils anderen Land der EU ihre Tagungen abhält.
Seit 2013 ist er außerdem Vorsitzender des Kuratoriums der Stiftung Europa-Kolleg Hamburg. Im Jahre 2014 wurde Hatje vom Joint Managerial Committee der China-EU School of Law (CESL) zum European Co-Dean berufen. Die im Jahre 2008 gegründete CESL wird von der Europäischen Union und der Regierung der Volksrepublik China, der Bundesrepublik Deutschland und der Freien und Hansestadt Hamburg finanziert. Der Lehr- und Forschungsbetrieb wird von einem Konsortium europäischer und chinesischer Universitäten getragen. Sitz der CESL ist Beijing, Volksrepublik China.